# American Jewish Committee
Das American Jewish Committee (englisch „Amerikanisch-Jüdisches Komitee“) ist eine US-amerikanische Nichtregierungsorganisation. 
Mit Stand 2014 unterhält das AJC in den USA ihr nationales Büro in New York City und 33 lokale Büros in den USA. In Europa unterhält das AJC das Lawrence & Lee Ramer Institute for German-Jewish Relations in Berlin, das AJC Transatlantic Institute in Brüssel und weitere Büros in Paris und Rom. In Genf ist das AJC seit 1993 mit dem Watchdog-Büro UN Watch vertreten.
Die Bedeutung der Organisation unterstreicht die Feier zum hundertsten Jahrestag am 4. Mai 2006, auf der George W. Bush, Kofi Annan und erstmals ein deutscher Regierungschef, Bundeskanzlerin Angela Merkel, Reden hielten. Zum Jubiläum sammelte die Vereinigung für ihre Ziele in fünf Jahren 105 Millionen Dollar von 1600 Spendern. Ehrenpräsident ist Alfred H. Moses.
Seit 2009 kann beim AJC im ACCESS Programm in New York City über den Verein Österreichischer Auslandsdienst ein Gedenkdienst abgeleistet werden.
Die Organisation ist nicht zu verwechseln mit dem American Jewish Congress oder dem American Jewish Council.

## Geschichte
AjC wurde 1906 in New York unter Beteiligung des Reformrabbiners Judah Leon Magnes (1877–1948) gegründet, der bis kurz vor seinem Tod ihr Leiter war. Unter der Leitung des Präsidenten Jacob Blaustein nahm das American Jewish Committee eine gewisse ambivalente Distanz zu Israel ein. Blaustein war es wichtig, zu betonen, dass US-amerikanische Juden nicht mehr im Exil leben würden und folglich Israel nicht für sich beanspruchen dürfe, das Zentrum des jüdischen Lebens sein. Darin unterschied sich seine Sicht deutlich von derjenigen von Israels Ministerpräsident David Ben-Gurion. Der Streit zwischen den beiden entzündete sich 1960 hauptsächlich am geplanten Eichmann-Prozess in Jerusalem, der, um die universelle Tragweite des Nazi-Verbrechens Holocaust aufzuzeigen, dem AJC zufolge nicht in Israel stattfinden sollte. Der AJC argumentierte universalistisch, „Eichmann beging unaussprechliche Verbrechen gegen die Menschheit, nicht nur gegen Juden“. Der erzürnte David Ben-Gurion, der einen partikularistischen Standpunkt einnahm, bestand auf die Formulierung „Verbrechen gegen das jüdische Volk“.

## Kritik

### Reaktion auf den Holocaust
Der Historiker und AJC National Director of Jewish Communal Affairs Steven Bayme kritisierte den Umgang des AJC mit dem Holocaust und die damaligen Verantwortlichen: „AJC leaders never understood the uniqueness of Nazism and its war against the Jews.“
Das AJC habe damals nicht genug getan, das Land für Flüchtlinge aus Europa zu öffnen, und hätte zu wenig Reaktion auf den Holocaust gezeigt.

## Aktivitäten
Das AJC betreibt, neben UN Watch (1993), seit 1981 das Dorothy and Julius Koppelman Institute on American Jewish-Israeli Relations zur Intensivierung der Beziehungen jüdischer Gemeinden der USA und Israels. Das Projekt Interchange finanziert Bildungsreisen politischer, ethischer und religiöser Führer der Welt nach Israel. AJC führte Befragungen zum Wissen über den Holocaust und das Verständnis des Judentums in Osteuropa, Skandinavien und unter den in die USA eingewanderten russischen Juden durch.
Seit 2005 fährt das AJC eine Kampagne zur Reform der Vereinten Nationen mit dem Ziel, die von ihr reklamierte Ungleichbehandlung Israels im Zusammenhang mit Menschenrechtsfragen in den Palästinensischen Autonomiegebieten zu stoppen. Dabei fordert es, den Modus der Dringlichkeitssitzungen der UN-Generalversammlung, bei denen Israel häufig verurteilt wird, zu verändern sowie verschiedenen UN-Abteilungen die finanziellen Mittel zu entziehen (Abteilung für Palästinenserrechte, Komitee für unveräußerliche Rechte des palästinensischen Volkes, Sonderkomitee zur Untersuchung israelischer Praktiken in den besetzten Gebieten). Auch der Umbau des UNCHR war ein wesentliches Ziel des AJC.
2008 wurde vom American Jewish Committee auf einer internationalen Konferenz das European Forum on Antisemitism gegründet.

## AJC Berlin
Seit 1998 besteht mit dem AJC Berlin e. V. und dem von ihm getragenen Lawrence & Lee Ramer Institute for German-Jewish Relations („Lawrence und Lee Ramer Institute für deutsch-jüdische Beziehungen“; kurz AJC Berlin Ramer Institute) eine ständige Vertretung der jüdisch-amerikanischen Organisation in Deutschland.
Das AJC Berlin Ramer Institute dient dem transatlantischen Dialog. Es organisiert Konferenzen, Seminare, Expertentreffen sowie Gespräche am runden Tisch und betreibt Öffentlichkeitsarbeit. Es ist Kooperationspartner der 2015 gegründeten Recherche- und Informationsstelle Antisemitismus. Seinen politischen und diplomatischen Kontakten stellt das AJC Berlin Ramer Institute Informationen zu zentralen Entwicklungen in den transatlantischen Beziehungen und zum Nahen Osten bereit.
Im August 2024 veröffentlichte das American Jewish Committee Berlin Lawrence and Lee Ramer Institute for German-Jewish Relations (AJC Berlin) die von Andrea Röpke und Andreas Speit verfasste Broschüre Die Umsturzpartei. Wie die AfD unsere Demokratie gefährdet. Auf 60 Seiten werden verschiedene Aspekte der AfD, die Remko Leemhuis, Direktor des AJC Berlin Lawrence and Lee Ramer Institute for German-Jewish-Relations, in seinem Vorwort als „völkisch-rechtsextreme Partei“ (S. 4) bezeichnet und die eben nicht mehr nur eine rechtspopulistische Partei sei, behandelt. Ihm und den Verfassern der Broschüre gehe es darum, „die erwähnten Aspekte und Entwicklungen mit mehr Realitätssinn zu diskutieren und daraus endlich wirksame Maßnahmen gegen die Partei zu entwickeln“ (S. 5), die aus ihrer Zusammenarbeit mit „diktatorischen und totalitären Regimen wie etwa Russland und China kein Geheimnis macht [und] damit Staaten Schützenhilfe [leistet], die erhebliche Ressourcen dafür aufwenden, die liberalen Demokratien des Westens zu schwächen und letztlich zu zerstören“ (S. 5).